# Tropaeolum pubescens
Tropaeolum pubescens là một loài thực vật có hoa trong họ Tropaeolaceae. Loài này được Kunth miêu tả khoa học đầu tiên năm 1822.